# Будинок пошти (Батурин)
Будинок пошти — пам'ятка архітектури та історії місцевого значення в місті Батурин Ніжинського району Чернігівської області, охоронний № 5540-Чр (Наказ МКТ України від 21.12.2010).
Побудований в першій половині ХІХ ст. за типовим проектом повітового станційного будинку.

## Історична довідка
Пошту у Батурині було влаштовано у 1669 р. Згідно пункту 10-го Глухівських статей, з метою організації "швидкої гоньби" для доставляння царських грамот, гетьманських універсалів, листів козацької старшини та воєвод, в українських містах належало влаштувати пошту за московським зразком, що було невідкладно втілено в життя. В Києві, Ніжині і Батурині були облаштовані двори для прийому пошти й утримання коней. На відміну від Києва й Ніжина, де поставили по 5 стрільців і солдатів із російських полків з 10 кіньми, на Батуринську станцію призначили севських ямщиків (візників). У 1669-1674 рр. пошта відправлялася з Москви у вівторок о 23 годині і прибувала до Батурина о 16 годині в суботу.
У 1684 р. на Батуринській станції було 80 коней.
Батуринська поштова станція стала одним із значимих пунктів важливого поштового тракту Київ-Москва та локальних напрямків – на Конотоп і Сосницю. 
Попри зруйнування міста, батуринська пошта функціонувала в 1709-1731 рр.  та пізніше. 
У 1755 р. гетьман К.Г. Розумовський призначив Григорія Карповича Долинського “директором почт, учрежденних по контракту от Глухова до Киева”, де він “трудился
всеприлежнейше” до 1760 р.
У 1765 р. на Батуринській поштовій станції знаходилися 2 поштарі та 4 коней.  А у 1779–1781 роках на поштовій службі знаходяться: «писарь почтового правления – 1, подписков земских – 2, почтальонов –
4».
Найближчими до Батурина поштовими станціями  були: Конотопська – за 28 верст, Алтинівська – за 29 верст, Борзенська – за 30,5 верст і Сосницька – за 30 верст.
У 1830 р. проводяться поштові реформи. На території України були створені поштові округи. Батуринська повітова поштова контора була віднесена до шостого поштового округу й мала штат із 6 працівників (поштмейстера, його помічника і чотирьох поштарів).
Утримувати поштові станції на «прогонні гроші» мали право приватні особи,  які не одержували на це державного фінансування.
Відомо, що у 1845 р. Батуринську поштову станцію утримував купець ІІІ гільдії Корницький. 

## Архітектура
У 1842 р. для будівництва поштових станцій чотирьох розрядів було затверджено нові типові проекти. Імовірно, саме тоді у Батурині й розпочалося будівництво мурованого будинку поштової станції. Щоб заощадити кошти та будівельні матеріали, його звели на існуючому фундаменті. Цей факт підтвердили фахівці “УкрНДІпроектреставрвція” під час обстеження технічного стану цієї пам’ятки і датували її підвали більш раннім будівельним періодом — до XIX ст.
Будинок пошти мурований, одноповерховий, прямокутний у плані, зведений на масивних підвалах. У 2006 році відреставрований. Під час будівельно-реставраційних робіт було виявлено й відновлено архітектурно-декоративні елементи. Вирішення фасадів пам’ятки відповідає класичним стильовим характеристикам громадських споруд першої половини XIX ст. Деталі оздоблення головного фасаду — пілястри та рустовані пілястри, профільовані тяги, вінчаючий карниз, обрамлення віконних і дверних прорізів із сандриковими карнизами та підвіконними нішами — виконані в цеглі. Первісно фасади не були потиньковані.
Від часу будівництва й до сьогодні ця будівля використовується як поштова установа.